# 大便失禁
大便失禁（英語：Fecal incontinence，俗稱瀨屎），指无法控制排便，造成直肠中的糞便、未完全形成的糞便和液体不受控制地排出。大便失禁有时伴有腹泻或便秘。可能的原因有几个，如妊娠、肛门和直肠部位手术、腹泻、食物过敏等。

## 参見
- 尿失禁
- 排泄
- 排便
- 糞便
- 消化